# 누명 쓴 사나이
《누명 쓴 사나이》는 1966년에 공개된 대한민국의 드라마 영화이다.

## 출연진
- 장동휘
- 황해
- 허장강
- 김희갑
- 이빈화
- 서영춘
- 양훈
- 장혁
- 남미리
- 박연기
- 한진덕
- 이향
- 최봉
- 조석근
- 백송
- 임해림
- 배삼룡
- 명진
- 박옥초
- 한미나
- 박지현
- 김병관

## 제작진
- 감독: 김봉환
- 원작: 이태환
- 각본: 김윤파
- 제작: 김태현
- 총지휘: 박응수
- 기획: 한기상
- 촬영: 이유동
- 조명: 손영철
- 편집: 김희수
- 음악: 김용환
- 미술: 이문현
- 제작: 아성영화주식회사
- 현상: 대영
- 스틸 사진 담당: 김종철
- 제작 주임: 한진수
- 제작부장: 이창규